# Un mucchio di bastardi
Un mucchio di bastardi (The Losers) è un film statunitense del 1970 diretto da Jack Starrett.

## Trama
La trama è incentrata su un gruppo di Hells Angels, appartenenti a una banda di motociclisti chiamati "The Devil's Advocates", coinvolti nella guerra del Vietnam. Essi vengono inviati nella giungla della Cambogia, su moto Yamaha, allo scopo di salvare il diplomatico statunitense/agente della CIA Chet Davis.
La banda di motociclisti è guidata da Link, un veterano del Vietnam e fratello di un maggiore dell'esercito che li ha reclutati. La sua banda è composta da Duke, anch'egli un veterano del Vietnam, Limpy, Speed, e un altro veterano del Vietnam Dirty Denny. Il gruppo è agli ordini del capitano dell'esercito Jackson.
La banda modifica le proprie moto nell'officina di Diem-Nuc, un meccanico vietnamita che lavora per l'esercito americano. Vengono piazzati fucili mitragliatori sul manubrio e Limpy guida un veicolo a tre ruote, modificato da un telaio Harley-Davidson con la coda di una Volkswagen, che è armato con una mitragliatrice pesante calibro 50 e un lanciarazzi multiplo di elicottero. Al fine di aprire il fuoco contro i soldati nemici appostati su alberi o torri, la banda fa impennare le proprie motociclette quando deve sparare.

## Produzione
Il 19 novembre 1965 Sonny Barger, il leader  degli Hells Angels, inviò un telegramma al presidente Lyndon B. Johnson offrendosi volontario, assieme ad altri Angeli, per andare a combattere in Vietnam "in rinforzo" all'esercito regolare.  Anche se il presidente rifiutò, l'episodio divenne un'idea per un film sulla guerra del Vietnam da girare nelle Filippine, utilizzando i set e le comparse di Non è più tempo d'eroi.
William Smith ha dichiarato che nella sceneggiatura di Alan Caillou era l'agente prigioniero a morire, mentre gli Hells Angels riuscivano a salvarsi, ma il copione venne riscritto dallo stesso Smith e da Jack Starrett.  Smith ha anche dichiarato che l'orecchino che indossava nel film gli è stato regalato dagli stessi Hells Angels durante un altro film.
L'attore Paul Koslo ha imparato ad andare in moto dallo stuntman Gary McLarty.
L'attore Houston Savage è morto in un incidente stradale non molto tempo dopo aver ultimato il film.
Originariamente il titolo del film doveva essere Nam's Angels, ma è stato cambiato prima del rilascio nel più generico The Losers, mentre nella colonna sonora del compositore Stu Phillips è presente una canzone che ne incorpora il nuovo titolo.
Una banda di motociclisti chiamata "The Devil's Advocates" compare anche nei film Corri, Angel, Corri e La notte dei demoni.

## Collegamenti ad altre pellicole
In Pulp Fiction, Butch, il personaggio interpretato da Bruce Willis, sta guardando in TV Un mucchio di bastardi.